# Hrabstwo Mitchell (Teksas)

Piramida wieku hrabstwa

Hrabstwo Mitchell – hrabstwo w USA, położone na preriach środkowo–zachodniego Teksasu. Utworzone w 1876 r. Siedzibą hrabstwa jest miasteczko Colorado City. Hrabstwo przecina rzeka Colorado, która wpływa od północy i przepływa przez centrum. Według danych z 2023 liczy 9075 mieszkańców (w tym 37,6% stanowiły kobiety). 

## Sąsiednie hrabstwa
- Hrabstwo Scurry (północ)
- Hrabstwo Fisher (północny wschód)
- Hrabstwo Nolan (wschód)
- Hrabstwo Coke (południowy wschód)
- Hrabstwo Sterling (południe)
- Hrabstwo Howard (zachód)
- Hrabstwo Borden (północny zachód)

## Miasta
- Colorado City
- Loraine
- Westbrook

## CDP
- Lake Colorado City

## Gospodarka
77% areału gospodarstw stanowią pastwiska i 22% to obszary uprawne. Do głównych działalności w hrabstwie, należą:
- akwakultura (12 miejsce w stanie)
- wydobycie ropy naftowej i (w niewielkim stopniu) gazu ziemnego[4]
- hodowla owiec, trzody chlewnej i bydła
- uprawa bawełny, fasoli, orzechów pekan, pszenicy i sorgo
- handel detaliczny (22% zatrudnionych)[5]
- produkcja siana
- przemysł mleczarski.

## Demografia
- biali nielatynoscy – 47,3%
- Latynosi – 38,9%
- czarni lub Afroamerykanie – 12,6%
- rasy mieszanej – 2,5%
- rdzenni Amerykanie – 1,8%
- Azjaci – 1%[2].